# 瑪拿西禱言
《瑪拿西禱言》是《舊約聖經》的一部分，被東正教視為正典，在大夜禱時用；天主教及新教認為是次經。全份禱詞只有十五節，據稱是猶大王國的國王瑪拿西被亞述人擄走之後向上帝的禱詞。
它原來是《舊約聖經》的一部分，在不同版本的聖經裡被編入不同的位置：有的放在《列王紀下》，又有其他版本放在《歷代志下》。例如，在《七十士譯本》的《聖經》被放在正文，但在拉丁文的聖經則被放在附錄裡。在東正教的聖經就成為了歷代志下的第33章。

## 外部連結
- 《瑪拿西禱言》英語譯本 （页面存档备份，存于）
- 《瑪拿西禱言》中文譯本 （页面存档备份，存于）(YouVersion)